# Henry Osborn (amiral)
Pour les articles homonymes, voir Osborn.
L'Admiral Henry Osborn, baptisé le 27 août 1694 et mort le 4 février 1771, est un officier de marine, homme politique et administrateur colonial britannique du XVIIIe siècle. Il gouverneur-commodore de la colonie de Terre-Neuve et Member of Parliament pour.

## Biographie
Plus jeune fils de Sir John Osborn, 2e Baronet, Henry Osborn entre dans la Royal Navy comme volontaire en 1710. Il est promu lieutenant en 1717, et reçoit son premier commandement avec le HMS Squirrel en 1728.
Le 14 mai 1729, Osborn est nommé premier gouverneur-commodore de la colonie de Terre-Neuve, après que Lord Vere Beauclerk, le commandant naval de Terre-Neuve ait décliné ce poste. Il visite les principales places de l'île et divise cette dernière en six districts. Dans chaque district, il nomme des magistrats et des connétables. En 1757, il est promu Admiral of the Blue et nommé commandant en chef de la Mediterranean Fleet.

### Bataille de Carthagène
Début décembre 1757, Osborn assiège le port neutre de Cartagena en Espagne ou une escadre française - commandée par le comte de La Clue, chef d'escadre, - s'était réfugiée pour réparations. Cette escadre était destinée à porter secours à Louisbourg, assiégée par les Anglais. Osborn, parti de la base anglaise de Gibraltar avec dix vaisseaux, bientôt renforcés par quatre nouveaux bâtiments venus de Livourne et du Levant, reçoit l'ordre d'empêcher les Français de passer le détroit de Gibraltar et de rejoindre l'Amérique du Nord. Il apprend alors qu'une petite escadre, sous les ordres de Michel-Ange Duquesne de Menneville, se portait à l'aide de la flotte française qu'il était parvenu à enfermer dans le port espagnol.
Il détache une partie de ces vaisseaux contre la flotte de Duquesne de Menneville tout en maintenant le blocus sur Carthagène. Deux des trois vaisseaux français sont capturés, parmi lesquels le vaisseau amiral Le Foudroyant qui revêtait une signification particulière pour les Anglais puisque c'était à son bord que La Galissonière avait battu l'amiral Byng devant Port-Mahon. Cette victoire aide à redorer le prestige de la Royal Navy après la perte de Minorque deux ans plus tôt, qui s'était traduite par l'exécution de l'amiral Byng. Elle allait contribuer en outre à la chute de Louisbourg l'année suivante, faute de renforts français.
En 1763, il reçoit le titre honorifique de. Il est élu Member of Parliament à la fin 1758 pour Bedfordshire, lors d'une élection partielle, siégeant jusqu'en 1761.

## Sources et bibliographie
- (en) Cet article est partiellement ou en totalité issu de l’article de Wikipédia en anglais intitulé « Henry Osborn (Royal Navy officer) » (voir la liste des auteurs).
- (en) Robert Beatson, A chronological register of both houses of the British Parliament, Volume II, 1807 (lire en ligne)
- (en) N.A.M. Rodger, Command of the Ocean: A Naval History of Britain, 1649-1815, Penguin Books, 2006